# Algériens
Pour les articles homonymes, voir Algérien.
- Algérie
- + 1,000,000
- + 100,000
- + 10,000
- + 1,000

Les Algériens sont les citoyens de l'Algérie ; ils partagent la même histoire, la même culture et les mêmes valeurs. Ils représentent également une partie des Maghrébins. Au niveau mondial, la diaspora algérienne est présente dans divers pays, mais en grand nombre en Europe (principalement en France) et au Canada.

## Ethnonymie
L'ethnonyme « Algériens » est construit sur « Alger » ou « Algérie » (El Djazaïr, en arabe, désigne encore de nos jours à la fois la ville et le pays), avec le suffixe ethnique « -ien ».
Le premier usage connu du terme remonte à 1553. On le trouve ensuite en 1613 et ses emplois sont constants depuis cette date, selon Guy Turbet-Delof qui ajoute « Ainsi le témoignage de la lexicologie est indubitable. Aux XVIIe et XVIIIe siècles, Algérien n'était pas synonyme d'Algérois (qui n'existait pas) et se rapportait à l'entité politique qu'était la future Algérie ». Il entre en 1721 dans le Dictionnaire de Trévoux,. Un document de 1751 parle de « patriotes ou Algériens proprement dits » et note « que le Roy de France ne se plaint nullement de la nation algérienne mais seulement du Dey comme infracteur des traités ». Selon les usages et le contexte de l'époque, « patriotes » désigne les habitants « proprement dits » du pays. « Nation algérienne » renvoie à une terminologie française du XVIIIe siècle et désignait l'ensemble des habitants du pays.

## Anthropogéographie
Dans le sens des aiguilles d'une montre, les Algériens sont limitrophes des Tunisiens, Libyens, Nigériens, Maliens, Mauritaniens et Marocains.

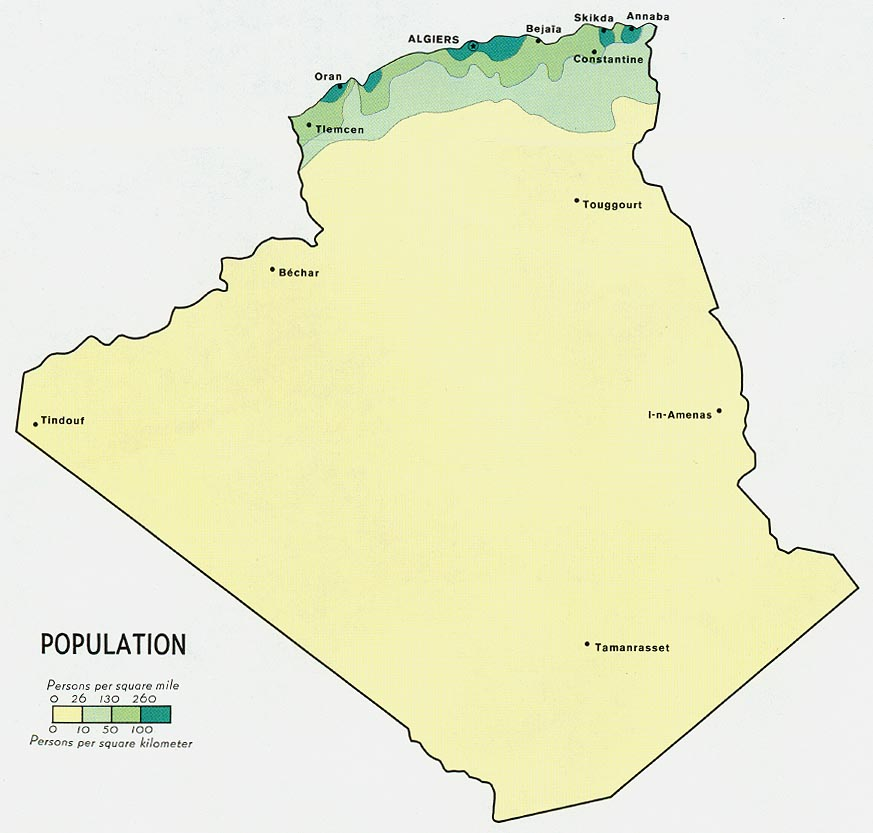
Répartition géographique de la population algérienne en 1971.
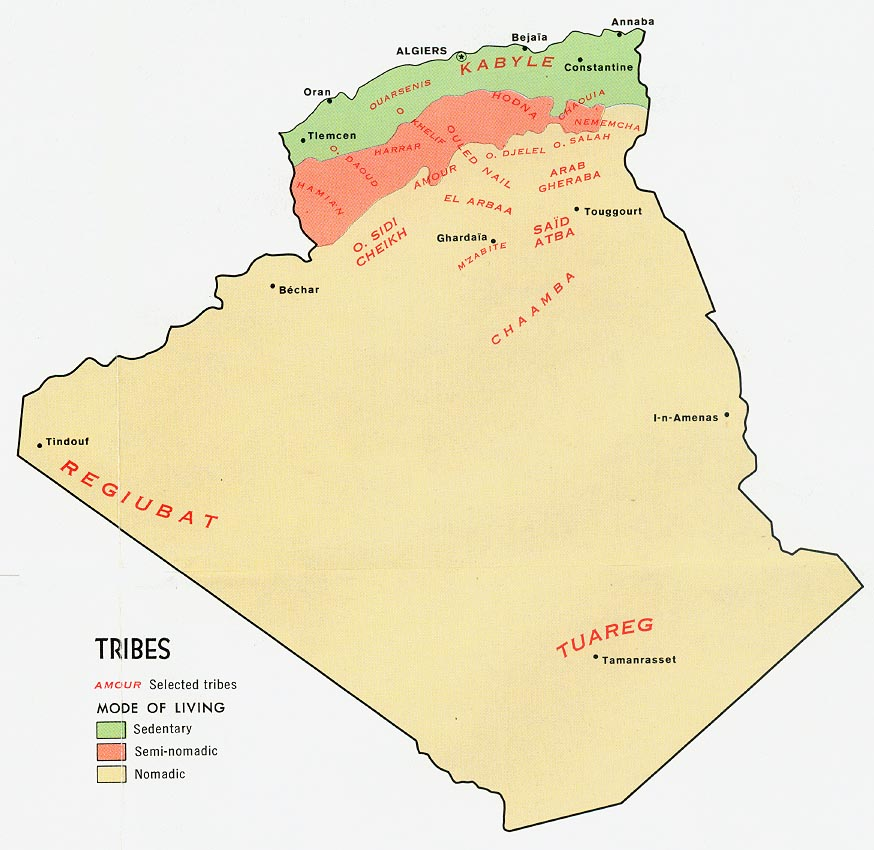
Répartition géographique des peuplades d'Algérie en 1971.